# Grande jüz

Les territoires approximatifs des nomades juz au début du XXe siècle. D’ouest en est : Petite juz, Juz moyenne et Grande juz (au sud) sur la carte du Kazakhstan

La Grande juz (kazakh : Ұлы жүз, Ulı jüz) est une division ethnique et territoriale kazakhe (Jüz).

## Histoire
La Grande jüz regroupe des peuples kazakhs et les tribus vivant sur les territoires du Semiretchie (ou Jetyssou : « sept eaux », c'est-à-dire « sept rivières »).
Historiquement, les nomades de la  Grand juz habitaient les terres septentrionales de l'ancien Khanat de Djaghataï de l'Empire mongol, dans les bassins de la  rivière Ili et du fleuve Tchou, dans les régions actuelles du Sud-est du Kazakhstan et la préfecture autonome kazakhe d'Ili (nord du Xinjiang). 
La Grande jüz était aussi nommée Uysun jüz. Ses représentants étaient réputés pour leurs compétences à gouverner et unifier toutes les autres tribus nomades en un pays. L'élite dirigeante du Kazakhstan dont Nursultan Nazarbayev, l'ancien Secrétaire général du Parti communiste du Kazakhstan Dinmukhamed Konayev, ou le célèbre poète Jamboul Jabayev sont des représentants de la Grande jüz.

## Tribus constituantes
| Tribu       | en kazakh  | en kazakh  |
| ----------- | ---------- | ---------- |
| Doulat      | Дұлат      | Dulat      |
| Djalayir    | Жалайыр    | Jalaýır    |
| Qangly      | Қаңлы      | Qañlı      |
| Alban       | Албан      | Alban      |
| Suwan       | Суан       | Swan       |
| Sary-Uysin  | Сары-үйсін | Sarı-üýsin |
| Shapyrashty | Шапырашты  | Şapıraştı  |
| Sirgeli     | Сіргелі    | Sirgeli    |
| Oshaqty     | Ошақты     | Oşaqtı     |
| Ysty        | Ысты       | Istı       |
| Shanyshqyly | Шанышқылы  | Şanışqılı  |
| Janys       | Жаныс      | Janıs      |
| Siyqym      | Сиқым      | Sïqım      |
| Botbay      | Ботбай     | Botbaý     |
| Shymyr      | Шымыр      | Şımır      |